# Muir Woods National Monument Administration-Concession Building
 (septembre 2020).
Pour les articles homonymes, voir Muir.
Le Muir Woods National Monument Administration-Concession Building est un bâtiment dans le comté de Marin, en Californie, dans le sud-ouest des États-Unis. Situé au sein du Muir Woods National Monument, il est opéré comme cafétéria et boutique de souvenirs par la Muir Woods Trading Company. Construit en 1940 dans le style rustique du National Park Service, c'est une propriété contributrice au district historique de Muir Woods National Monument depuis l'inscription de ce district historique au Registre national des lieux historiques le 9 janvier 2008.